# John Patrick Boles
John Patrick Boles (* 21. Januar 1930 in Boston, Massachusetts, USA; † 9. Oktober 2014 in Framingham, Massachusetts) war ein US-amerikanischer Geistlicher und Weihbischof im Erzbistum Boston.

## Leben
John Patrick Boltes besuchte das Kleine Seminar St. Sebastian und studierte Katholische Theologie und Philosophie am Priesterseminar in Boston. Der Erzbischof von Boston, Richard James Cushing, spendete ihm am 2. Februar 1955 die Priesterweihe für das Erzbistum Boston. 1962 lehrte er am Kleinen Seminar und wurde 1966 dessen Rektor. Nach einem pädagogischen Promotionsstudium zum Ph.D. am Boston College übernahm er 1972 die Leitung des Bildungsbereichs des Erzbistums Boston mit Sitz im nationalen Priesterseminar Pope John XXIII. 1974 übernahm er die Pfarrei St. Paul in Cambridge und war Hochschulpfarrer am Harvard-Radcliff Catholic Student Center. Zudem war er von 1987 bis 1992 Mitglied der Kommission für den Klerus seines Erzbistums und Generalvikar für die Region IV der Diözese.
Papst Johannes Paul II. ernannte ihn am 14. April 1992  zum Titularbischof von Nova Sparsa und zum Weihbischof in Boston. Der Erzbischof von Boston, Bernard Francis Kardinal Law, spendete ihm am 21. Mai desselben Jahres die Bischofsweihe; Mitkonsekratoren waren John Michael D’Arcy, Bischof von Bistum Fort Wayne-South Bend, und John Joseph Glynn, Weihbischof im US-amerikanischen Militärordinariat. Sein bischöfliches Wahlspruch war That all may be one („Auf dass alle eins sein mögen“).
Am 12. Oktober 2006 nahm Papst Benedikt XVI. sein aus Altersgründen vorgebrachtes Rücktrittsgesuch an.